# نیمور (نوشهر)

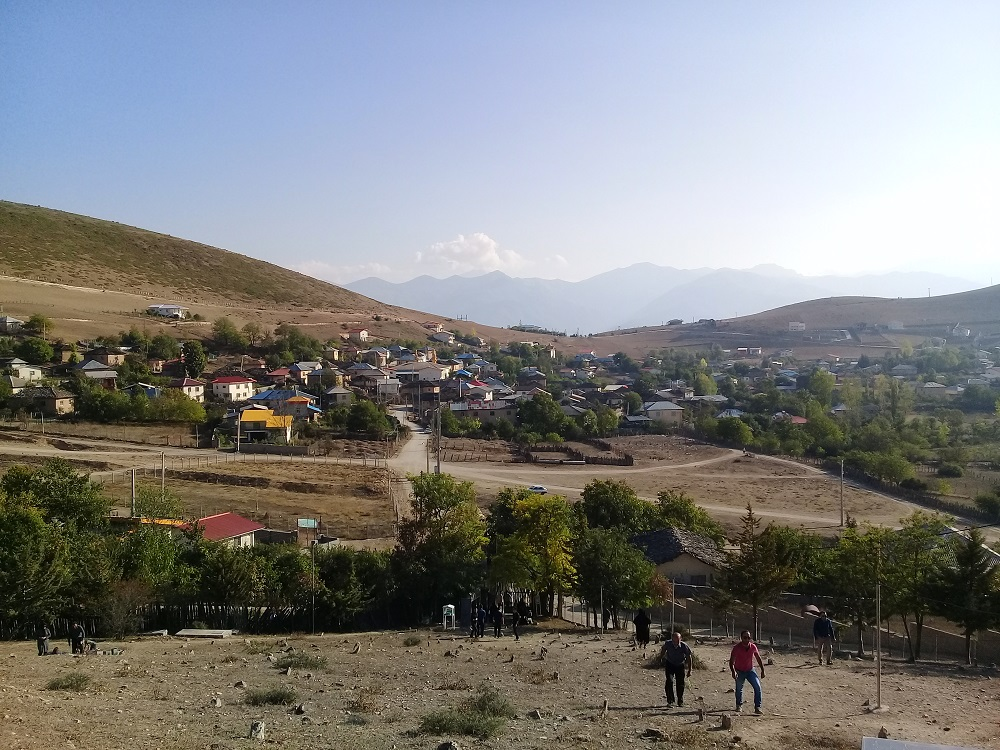

نیمور، روستایی است از توابع بخش کجور شهرستان نوشهر در استان مازندران ایران.

## جمعیت
این روستا در دهستان زانوس‌رستاق قرار دارد و براساس سرشماری مرکز آمار ایران در سال ۱۳۸۵، جمعیت آن ۹۹ نفر (۳۴خانوار) بوده‌است.البته این جمعیت مربوط به فصل زمستان می‌باشد  چون این روستا یک روستای ییلاقی به حساب می آید و در تابستان جمعیت آن به حدود 1000 نفر می‌رسد.
مردم نیمور به زبان مازندرانی با گویش کجوری سخن می‌گویند.